# Romuald Paillat
Pour les articles homonymes, voir Paillat.
Pas d'image ? Cliquez ici

a Compétitions nationales et continentales officielles uniquement.

Romuald Paillat, né le 2 mai 1974 à Niort, est un joueur de rugby à XV. Avec 1,80 m pour 75 kg, son poste de prédilection était trois-quarts centre.
C’est le frère de Sébastien Paillat.

## Carrière de joueur

### En club
- RC Puilboreau
- SC Surgères
- Stade niortais
- - 1997 : Stade rochelais
- 1993-1997 : CA Brive
- 1997- ? : Stade toulousain
- Stade rochelais
- Limoges rugby
- US Saint-Léonard-de-Noblat (87)

Le 25 janvier 1997, il joue avec le CA Brive la finale de la Coupe d'Europe (première édition avec les clubs anglais) à l'Arms Park de Cardiff face au Leicester Tigers, les brivistes s'imposent 28 à 9 et deviennent les deuxièmes champions d'Europe de l'histoire après le Stade toulousain en 1996.

### En équipe nationale
- International -18 ans[réf. nécessaire]
- International -21 ans[réf. nécessaire]

## Palmarès

### En club
Avec le CA Brive
- Championnat de France de première division :
  - Vice-champion (1) : 1996
- Coupe d'Europe :
  - Vainqueur (1) : 1997
- Challenge Yves du Manoir :
  - Vainqueur (1) : 1996